# Nylonstrumpor
Nylonstrumpor är tunna strumpor tillverkade av nylon. De finns i olika längd: midjehöga, lårhöga, knästrumpor och ankelstrumpor. Det finns även modeller som endast bärs runt en del av foten och döljs i skon, så kallade steps. 
Nylonstrumpor började att tillverkas 1939, och året därpå inleddes försäljningen i Europa. Ordet finns noterat i svensk skrift sedan 1941. I Sverige påbörjades tillverkningen 1945 av Malmö Strumpfabrik.
Nylonstrumporna ersatte nästan helt silkesstrumporna som man använt tidigare. Till cirka 1960 hade dessa strumpor söm. I och med att strumpbyxor introducerades under 1960-talet har dock bruket av nylonstrumpor till vardags minskat. 
Nylonstrumpor bärs tillsammans med strumpebandshållare, höfthållare, gördel eller korsett med strumpeband. En typ av nylonstrumpor, så kallade stay-ups, hålls uppe runt låret med hjälp av en kombination av spetsresår och silikonband.

## Fotogalleri

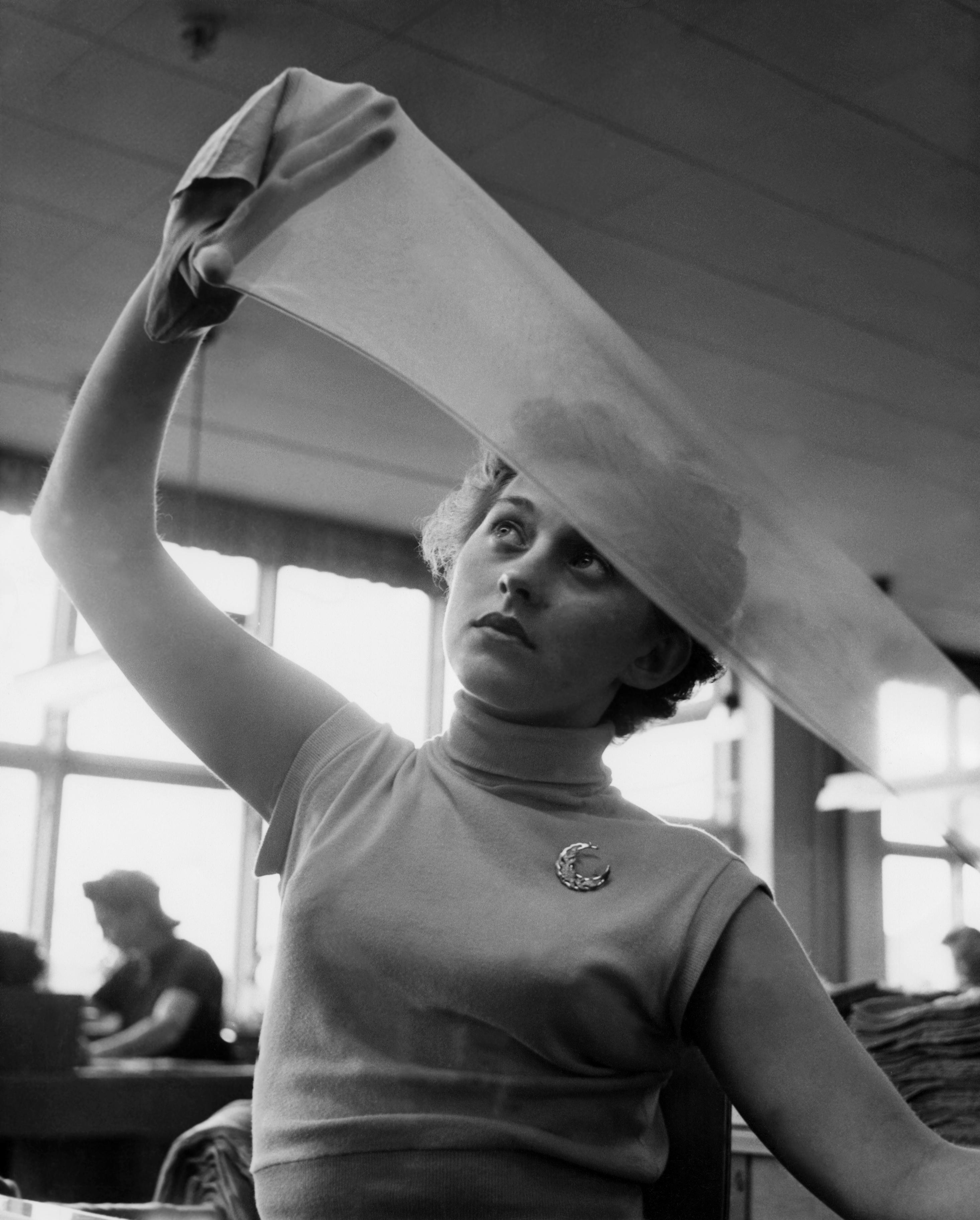
Kontroll av nylonstrumpor vid Malmö Strumpfabrik 1954. En kvinna håller upp en strumpa mot ljuset för att undersöka kvaliteten.
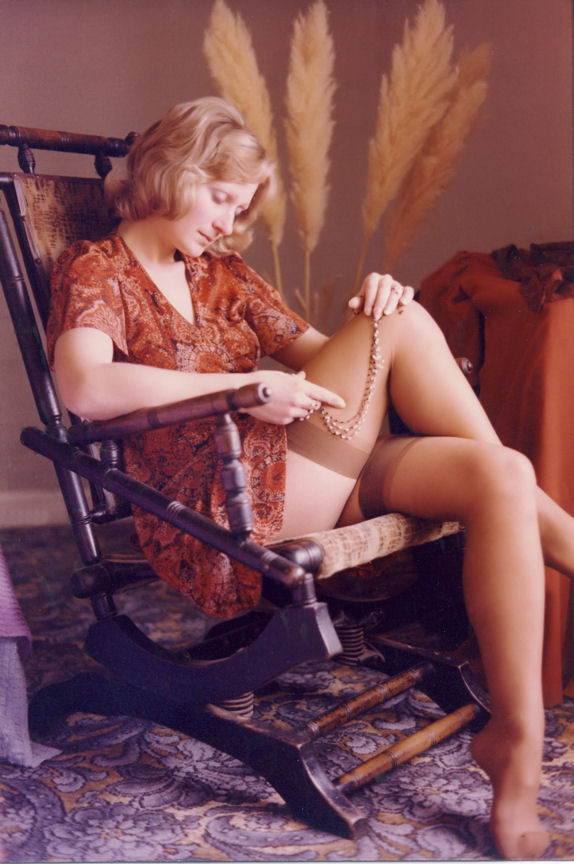
Kvinna iförd nylonstrumpor.
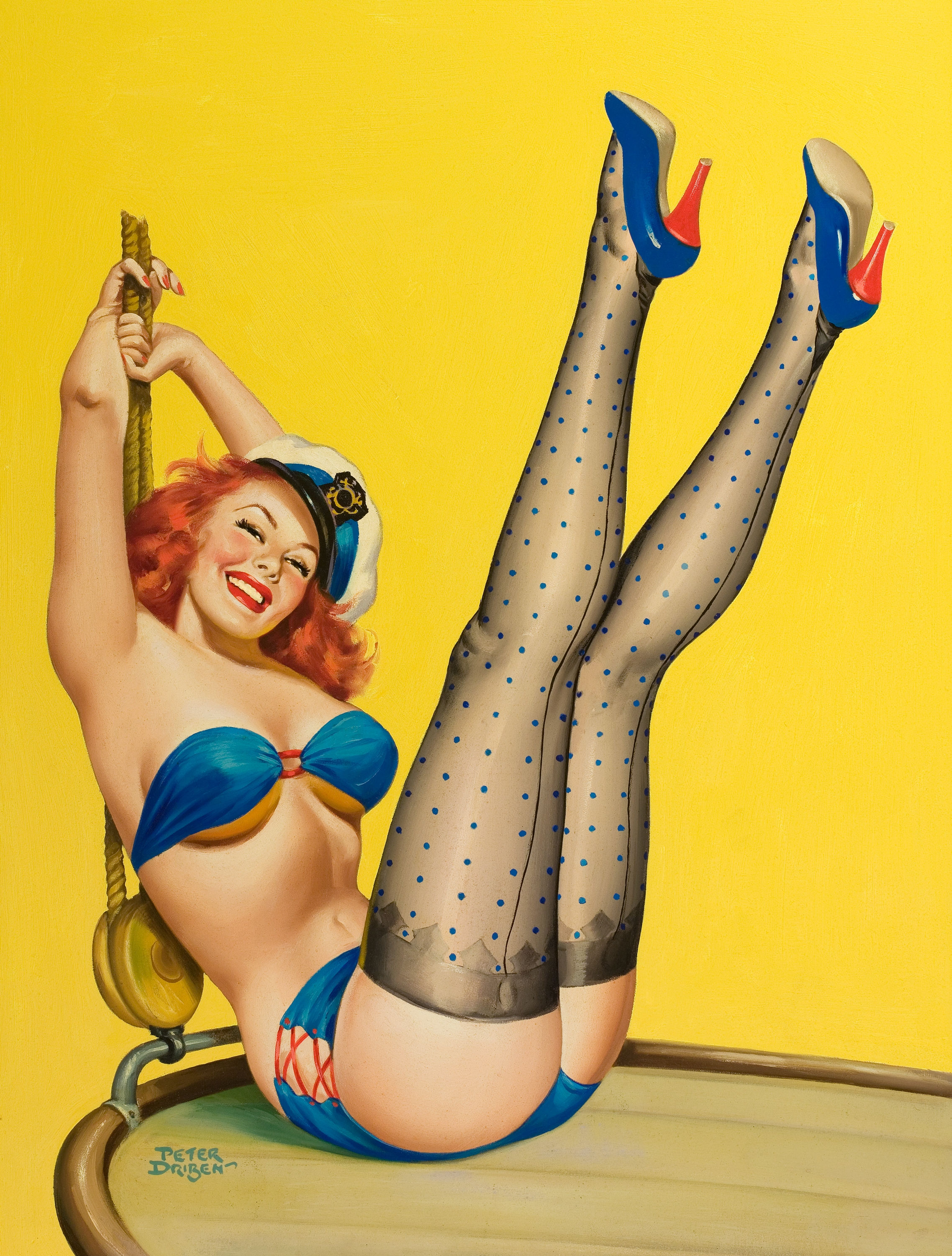
Tecknad pinuppbild med kvinna iförd nylonstrumpor med söm.